# El Carrizo, Tamaulipas
El Carrizo är en ort i Mexiko.   Den ligger i kommunen Soto la Marina och delstaten Tamaulipas, i den östra delen av landet, 500 km norr om huvudstaden Mexico City. El Carrizo ligger 5 meter över havet och antalet invånare är 315.
Terrängen runt El Carrizo är mycket platt. Havet är nära El Carrizo åt sydost.  Det finns inga andra samhällen i närheten. Omgivningarna runt El Carrizo är en mosaik av jordbruksmark och naturlig växtlighet.